# Зимни олимпийски игри 1994
Шестнадесетите зимни олимпийски игри се провеждат в Лилехамер, Норвегия от 12 до 27 февруари 1994 г.
Другите градове, кандидатирали се за домакинство, са София, Анкоридж и Йостершунд. 
Олимпиадата в Лилехамер е втората в Норвегия (след тази в Осло през 1952 година) и е сред най-успешните в олимпийската история. Спортните обекти са на много високо ниво, публиката е компетентна, няма голям брой участници, хванати с допинг.  Публиката на състезанията по ски бягане достига 120 000 души. 
За пръв и единствен път зимни олимпийски игри се провеждат само две години преди отминалите. Международният олимпийски комитет взима такова решение, за да не съвпадат зимната и лятната олимпиада в една и съща година.
За разлика от предишната олимпиада в Албервил, страните от ОНД участват със собствени отбори, тъй като междувременно са приети за суверенни членове на МОК. Отборът на Русия наброява 113 спортисти и е вторият по големина след този на САЩ. Дебютират и отборите на Чехия и Словакия. Участват и спортисти от ЮАР, тъй като е премахнато ембаргото за участие след свалянето на апартейда. 
По време на церемонията по откриването са почетени жервите на войната в Сараево (домакин на Игрите през 1984 година). Президентът на МОК призовава за спиране на военните действия по време на Олимпиадата, но това не се случва. 
На тази олимпиада МОК продължава политиката си към допускане на повече професионални спортисти до участие на олимпийски игри, от което се възползват най-вече състезатели по фигурно пързаляне. 

## Факти и рекорди
- Заради американската телевизия CBS първоначалната конструкция на една от ски шанците е трябвало да се промени.
- Двете най-успешни състезателки на игрите са рускинята Любов Егорова и италианката Мануела ди Чента. Егорова печели три златни медала и един сребърен в ски бягането, а Чента – два златни, два сребърни и един бронзов.
- Швеция печели за първи път титлата по хокей на лед.
- Фаворитката в бягането с кънки – Гунда Ниеман, се проваля, като пада тежко на 300 метра. Тя все пак завоюва един сребърен и един бронзов медал.
- В деня на откриването крадци задигат от музея в Осло известната картина Писъкът на Едвард Мунк.
- Игрите стават известни с огромните тълпи норвежци, наблюдаващи ски скоковете и ски бягането.
- Председателят на МОК Хуан Антонио Самаранч нарича зимната олимпиада в Лилехамер „най-добрите зимни олимпийски игри, провеждани досега“.
- Общият брой на продадените билети надвишава милион и двеста хиляди.

## Медали
| Витрина |            |       |        |       |      |
| Място   | Държава    | Злато | Сребро | Бронз | Общо |
| 1       | Русия      | 11    | 8      | 4     | 23   |
| 2       | Норвегия   | 10    | 11     | 5     | 26   |
| 3       | Германия   | 9     | 7      | 8     | 24   |
| 4       | Италия     | 7     | 5      | 8     | 20   |
| 5       | САЩ        | 6     | 5      | 2     | 13   |
| 6       | Южна Корея | 4     | 1      | 1     | 6    |
| 7       | Канада     | 3     | 6      | 3     | 13   |
| 8       | Швейцария  | 3     | 4      | 2     | 9    |
| 9       | Австрия    | 2     | 3      | 4     | 9    |
| 10      | Швеция     | 2     | 1      | 0     | 3    |

## Българско участие
България участва с 19 състезатели, Ива Шкодрева е 11-а в биатлонското бягане на 5 км.

## Дисциплини
| - Бобслей - Хокей на лед - Фигурно пързаляне - Пързаляне с едноместна шейна - Биатлон - Ски свободен стил | - Бързо пързаляне с кънки - Северна комбинация - Ски скокове - Ски алпийски дисциплини - Шорттрек - Ски бягане |